# Heinrich von Morungen

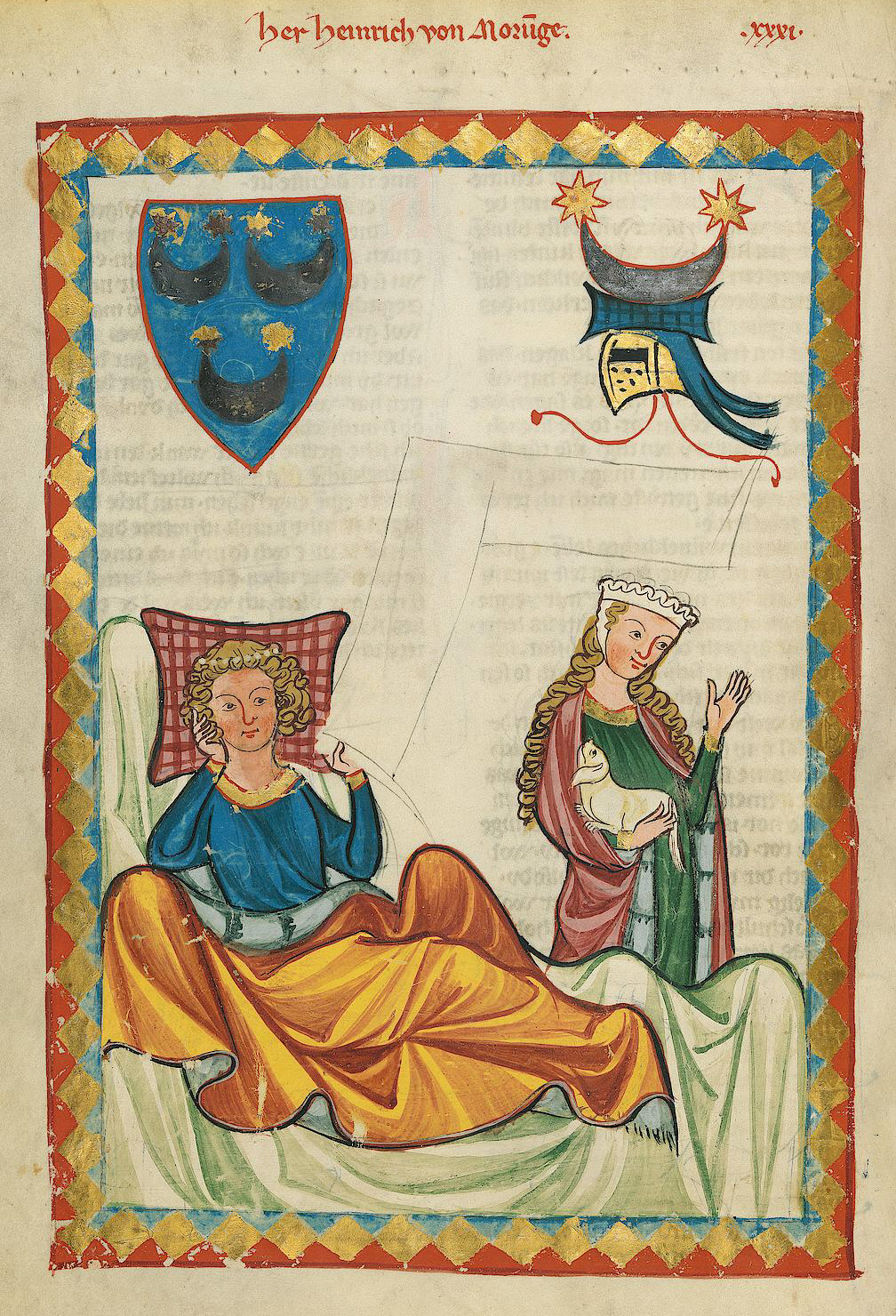
Heinrich von Morungen (Codex Manesse,)

Heinrich von Morungen († alrededor de 1220 en Leipzig) fue un conocido poeta, o trovador (‘’Minnesänger’’), alemán de la Baja Edad Media.

## Vida
Al contrario que otros autores contemporáneos de su época, de su obra apenas pueden extraerse datos biográficos. Probablemente se trata de la misma persona que Hendricus de Morungen, documentada en Turingia. Éste perteneció a la baja nobleza y provenía seguramente del castillo de Morungen, junto a  Sangerhausen.
Del total de su trabajo nos han llegado unas 35 obras con 115 estrofas, 104 de las cuales se encuentran en el llamado "Manuscrito C" o Codex Manesse.
Las melodías de sus baladas no han llegado hasta nosotros.

## Estilo
Morungen es un autor muy gráfico que suele emplear imágenes luminosas relacionadas con elementos brillantes como el oro, la luna, los espejos… para que sirvan de comparación con la cantada amada.
Un tema esencial en su obra es la demonización del amor, tratándolo como una enfermedad, algo que daña, que tiene un poder mortal, aunque también lo trata desde el punto de la experiencia religiosa y mística.
En sus poemas hay una gran influencia de la poesía trovadoresca provenzal.

## Literatura (selección)
- Des Minnesangs Frühling
- Heinrich von Morungen. Canciones

## Películas
- La calle de los trovadores (Strasse der Troubadoure, 2002). Película de Peter Pannke sobre el posible viaje a la India de Heinrich von Morungen.